# Sardische Judikate

Die vier sardischen Judikate

Die vier sardischen Judikate ( = Herrschaft durch einen Richter) entstanden im 9. Jahrhundert, als die Insel Sardinien zu Byzanz gehörte, das sie aber wegen innerer Probleme nicht zu schützen vermochte. Wegen dieser Isolation und der Überfälle durch die Flotte arabischer Piraten entvölkerten sich die Küstengebiete Sardiniens. Städte wie Bithia, Cornus, Nora und Tharros wurden dauerhaft devastiert. Deshalb entwickelten sich auf der Insel autonome politische Strukturen.
Es entstanden sukzessiv die vier im 11. Jahrhundert belegten Judikate (sard. rénnu oder lógu genannt): Cagliari, Logudoro, Arborea und Gallura. Jedes der unabhängigen sardischen Gebiete wurde von einem iudike, einem Richter regiert. Zu dieser Zeit entstanden als beredtes Zeugnisse des ökonomischen Niedergangs und der Herrschaft des orthodoxen Klerus die Landkirchen Sant´Elia di Tattinu bei Nuxis, San Giovanni in Sinis auf der Sinis-Halbinsel und San Giovanni Battista in Assemini, als Miniaturen von San Saturno. Das Judikat Arborea gründete 1070 die heutige sardische Provinzhauptstadt Oristano, als der Richter Onroccus den Hof von Tharros dorthin verlegte.
Da die Insel weiterhin bedroht war und Papst Benedikt VIII. hier seinen Einfluss geltend zu machen trachtete, nahm er die 1015 erfolgte Eroberung Südsardiniens durch al-Muğāhid al-’Amirī, den Herrn von Dénia im Kalifat Córdoba zum Anlass, die beiden Seemächte Genua und Pisa zu mobilisieren, die die Sarazenen 1016 an der sardischen Küste besiegten und so auf der Insel Privilegien errangen. Diese Privilegien baute Pisa im Judikat Cagliari soweit aus, dass ein Pisaner Anfang des 13. Jahrhunderts durch Heirat das Judikat innehatten. Der Norden der Insel stand unter dem Einfluss beider Seemächte und auch die Gallura verlor kurz darauf durch Heirat ihre Autonomie an Pisa. Im Jahre 1238 heiratete Enzio, der Sohn Friedrichs II., Adelasia, die über Torres und die Gallura herrschte. 1239 von Friedrich zum König von Sardinien ernannt konnte Enzio wegen anderer Verpflichtungen seine Herrschaft aber nicht durchsetzen. Nach Adelasias Tod im Jahre 1259 fiel Torres an die Genueser Familien Doria, Malaspina und Spinola.
Im Streit zwischen Kaiser und Papst gerieten auch die italienischen Stadtstaaten unter Druck, und ihre Territorien auf Sardinien wurden zum Spielball der Mächte. Im Jahre 1297 erhielt König Jakob II. von Aragón Sardinien vom Papst zum Lehen. Als im Jahre 1326 der aragonesische Herrschaftsanspruch durch Alfons IV., den Nachfolger Jakobs II., mit der Eroberung Cagliaris und seiner Ernennung zum König von Sardinien verwirklicht wurde, war die von den Päpsten beabsichtigte Abschaffung der Judikate fast gelungen.
Das einzige Judikat, das noch seine Unabhängigkeit bewahrte, war Arborea, das sich zunächst unter seiner iudikissa Eleonora von Arborea (1347–1404), ab 1383 Richterin, bis 1478 gegen die Eroberer zur Wehr setzte. Eleonora di Arborea vollendete die Carta de Lógu ihres Vaters, eine Sammlung und Modifizierung aller zu ihrer Zeit relevanten Gesetzestexte in sardischer Sprache. Diese heute in der Universitätsbibliothek von Cagliari aufbewahrte Charta galt bis zum Jahre 1827. Die Sarden verehren die Judikissa Eleonora noch heute als Nationalheldin.